# Riso amaro
Riso amaro è un film drammatico del 1949 diretto da Giuseppe De Santis.
Fu presentato in concorso al 3º Festival di Cannes e ricevette una candidatura ai Premi Oscar del 1951 per il miglior soggetto.
Il film è stato poi selezionato tra i 100 film italiani da salvare.

## Trama
Maggio, 1948. Nel Settentrione d'Italia, alla stazione ferroviaria di Torino, le lavoratrici stagionali, giunte da tutta Italia, aspettano il treno per Vercelli: è la stagione per la semina del riso nelle risaie. Qui, due poliziotti in borghese devono arrestare Walter Granata, un pregiudicato che riesce però a fuggire. Inseguito dagli agenti, Walter incontra sul binario la sua amante/complice Francesca, si nasconde tra le mondine e scappa nuovamente malgrado i poliziotti alle calcagna. Sul treno, Francesca, che per sfuggire alle forze dell'ordine s'è mescolata alle mondine, è avvicinata da Silvana Meliga, veterana della stagione, che s'interessa con un “caporale” affinché anch'essa lavori come "irregolare" senza contratto. All'arrivo nella cascina, le donne sono ospitate nelle camerate lasciate libere dai militari di leva ivi acquartierati. Il sergente Marco Galli rimane colpito dalla bellezza di Silvana; sia lei sia Francesca sono a loro volta attratte dal fascino genuino del giovane militare.

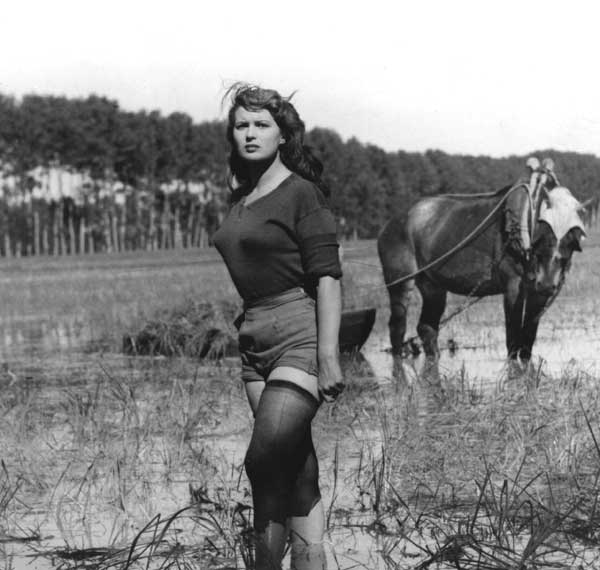
Silvana Mangano in una scena

Silvana controlla Francesca, intuendo che questa nasconda qualcosa e, approfittando di una sua assenza, trafuga un involto nascosto nel suo pagliericcio. Già dal primo giorno nascono attriti col padrone, che decide quindi di rimandare a casa le irregolari senza contratto. Un'impavida Francesca - che deve recuperare ciò che Silvana le ha trafugato - convince le altre irregolari a resistere con lei. Secondo il caporale, le irregolari potranno essere assunte solo dimostrando di lavorare meglio delle mondine regolarmente impiegate: si scatena una lotta fisica per piantare nei campi più piantine di riso, con le "crumire" in vantaggio. Pure Silvana aizza le colleghe con questo epiteto insultante contro le lavoratrici irregolari, in una battaglia declamata anche in canti ritmati. In risaia inizia una zuffa: Francesca, additata da Silvana come responsabile, è inseguita e deve fuggire. Il sergente Marco, di passaggio, riesce a fermare questa guerra tra poveri: fa ragionare le donne placando così gli animi. Le mondariso, rendendosi conto di avere tutte bisogno di guadagnare denaro e lavorare, s'uniscono e vanno a parlare col padrone per fare ingaggiare anche le irregolari. 
Silvana accusa Francesca, davanti a Marco, di essere la ladra della collana milionaria di cui scrivono i giornali, sottratta in un albergo di Torino; invece di denunciarla, Marco la lascia andare.
Adesso le due donne sono legate da un segreto. Pentita, Silvana diventa amica di Francesca, che le racconta la sua vita sfortunata: rimasta incinta di Walter, ha dovuto mantenerlo lavorando come domestica in casa di padroni ricchi, ed è a loro che ha rubato la collana. 
La sera, dopo il duro lavoro nei campi, le mondine scavalcano il muro di cinta per andare a ballare nel bosco. Francesca le segue e scopre che sono tutte in cerchio, insieme a braccianti e militari, a guardare Silvana che balla il boogie-woogie. Silvana ha di nuovo sottratto la collana e la porta al collo. Improvvisamente appare Walter: Francesca l'accusa d'imprudenza, ma il giovane rimane affascinato da Silvana e balla con lei. Sopraggiunge Marco che, vedendo il monile al collo di Silvana, arrabbiato, glielo strappa di dosso. Marco e Walter s'azzuffano, ma il sergente ha la meglio.
Francesca trattiene Walter che sfodera il coltello contro Marco. A quel punto Walter le rivela che il gioiello è solo una copia dell'originale: tutti i giornali hanno riportato la notizia. Walter si nasconde nel magazzino del riso, dove Francesca gli porta una parte della propria razione. Ma Silvana l'ha spiata. Walter sorprende alcuni ladruncoli: propone loro di fare un colpo portando via tonnellate di riso coi camion che verranno a riprendere le mondine. Francesca subodora qualcosa e, grazie all'influenza di Marco, il suo interesse per Walter va pian piano scemando.

Silvana Mangano e Doris Dowling in una scena

Inizia a piovere: il lavoro s'interrompe, le mondine rimangono nelle camerate. Ogni giorno fermo non viene pagato. Dopo avere spiato di nuovo Francesca, Silvana s'introduce nel magazzino, dove incontra Walter. L'uomo le parla della possibilità di un'altra vita insieme nella quale non serve lavorare, lei si lascia tentare ma non gli si concede.
La pioggia giunge al sesto giorno: le mondine esasperate decidono d'andare comunque in risaia e riprendono a lavorare sotto il tempo inclemente. Tutte cercano Silvana, ma la ragazza ha incontrato Walter con cui si congiungerà ai piedi d'un albero. Silvana è completamente succube di Walter; l'uomo le dice d'amarla in presenza di Francesca, che s'è invece liberata dalla sua nefasta influenza e capisce che l'uomo sta tramando qualcosa. Intanto i quaranta giorni dalla stagione della monda sono terminati: alla cascina s'organizza una festa danzante d'addio. È questo momento di confusione che Walter ha scelto per portare a termine il colpo, ma ha bisogno della complicità di Silvana. Le chiede di aprire le rogge che portano acqua alle risaie per allagare i campi e distogliere l'attenzione dal magazzino. Come pegno d'amore le regala la collana: Silvana non sa ancora che è falsa.
È la sera della festa: le mondine proclamano Silvana "Miss Mondina 1948", ma subito dopo lei si dilegua per andare ad aprire le rogge. L'acqua irrompe nei campi, si diffonde l'allarme e tutti accorrono attraverso le risaie allagate per chiudere le saracinesche e ricostruire a mano gli argini. Intanto, Walter e complici sono al magazzino a riempire i camion di riso. Francesca, che ha capito ogni cosa, segue Silvana, che ha lasciato la festa. Incontra Marco fresco di congedo che torna a casa dopo il servizio militare. Gli chiede aiuto, ma lui cede solo quando si rende conto del grande pericolo per le coltivazioni. Nella cascina i ladri partono coi camion pieni. Walter e Silvana si nascondono nella macelleria della cascina, dove Marco e Francesca li seguono. Entrambi gli uomini sono armati: Marco viene ferito alla spalla da un coltello e Walter da un proiettile nel fianco. Silvana impugna in lacrime una pistola, con Walter che la incita a sparare contro Francesca, ma l'affronta e le rivela che la collana è falsa. Silvana, disperata, spara a Walter, poi s'arrampica sulla torre predisposta per il ballo gettandosi quindi nel vuoto. La mattina seguente, come estremo omaggio, le mondine in partenza per tornare ognuna nelle proprie città d'origine spargono un pugno di riso sul corpo di Silvana fino a ricoprirlo.
Marco se ne va con Francesca: per loro inizia una nuova vita.

## Produzione

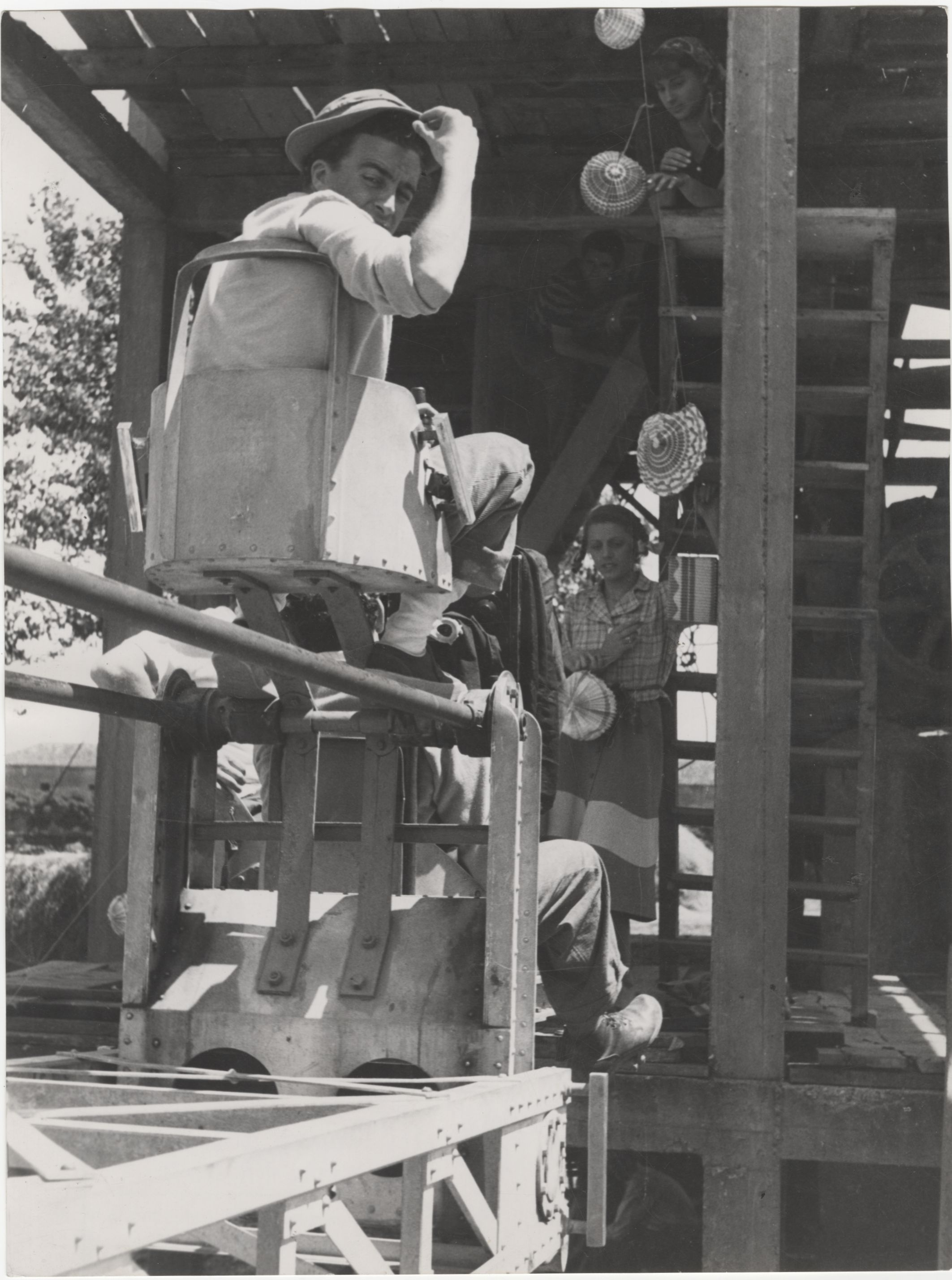
Il regista Giuseppe De Santis durante le riprese cinematografiche

### Sviluppo
L'idea del film venne a Giuseppe De Santis nel 1947 quando, tornando da Parigi dove aveva presentato Caccia tragica, si trovò nella stazione di Torino in attesa della coincidenza per Roma. Cominciò a sentire dei canti e scoprì che c'erano delle mondine che tornavano dalla risaia, De Santis ne rimase affascinato.
Per la raccolta di notizie e di informazioni sulle risaie e sul lavoro femminile, De Santis si servì di Cesare Pavese: pur essendo nato nelle Langhe, conosceva bene il mondo delle mondariso e, durante le riprese, Pavese si recò più volte sul set, spesso in compagnia di Constance Dowling, la cui sorella recitava nel film.

### Cast
De Santis era alla ricerca di una "Rita Hayworth italiana", ma Silvana Mangano si presentò ad un'audizione con un trucco e un abbigliamento eccessivi, tutto l'opposto di quello che il regista aveva in mente per la protagonista, ruolo per il quale era ancora indeciso su Lucia Bosè. Un giorno incontrò casualmente la Mangano per le vie di Roma, la vide vestita in un modo modesto, senza trucco e con i capelli bagnati dalla pioggia, rimanendo a parlarci per circa mezz'ora. In seguito la convocò, le fece fare un provino e venne scritturata; De Santis riuscì a fatica a convincere la Lux Film e Dino De Laurentiis che invece volevano un'attrice più affermata. Per la realizzazione del film, gli autori si rivolsero al direttore dell'Unità che presentò loro Raf Vallone, allora giovane giornalista, e decisero di farlo recitare.

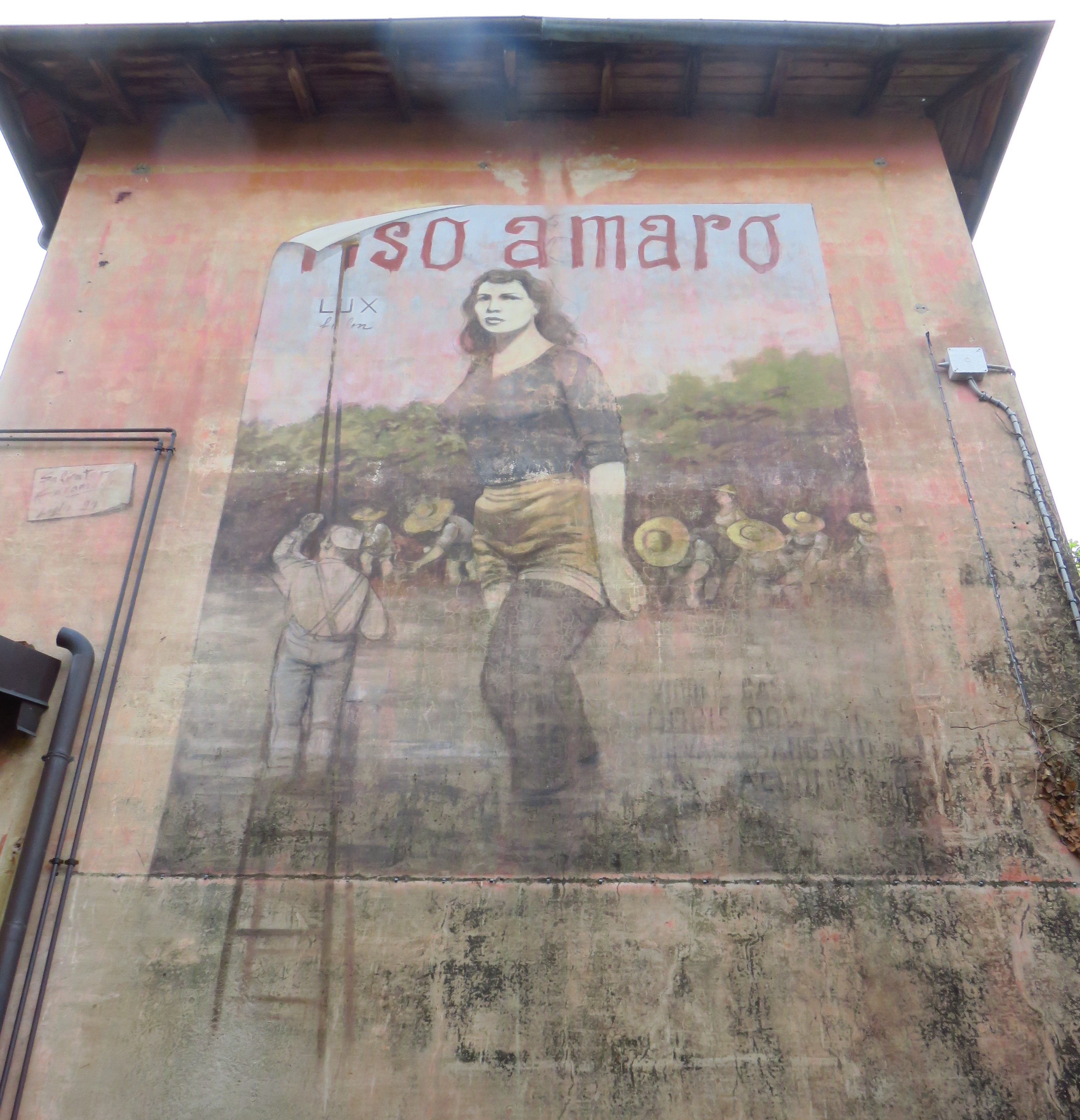
Murales commemorativo del film nel comune piemontese di Orta San Giulio, frazione di Legro (1999)

### Riprese
Il film costò oltre 70 milioni di lire (uno dei budget più alti della storia del cinema fino a quel momento).
Le riprese si svolsero in Piemonte, nelle campagne vercellesi, e più precisamente nella Cascina Veneria (comune di Lignana) e nella Tenuta Selve (Salasco). Molti esterni sono girati presso la Cascina Selve di Salasco, tra cui la parte iniziale con l'arrivo delle mondine sugli autocarri (si notano un camioncino Fiat 1100 ELR, un Lancia 3 RO e un Fiat 666).

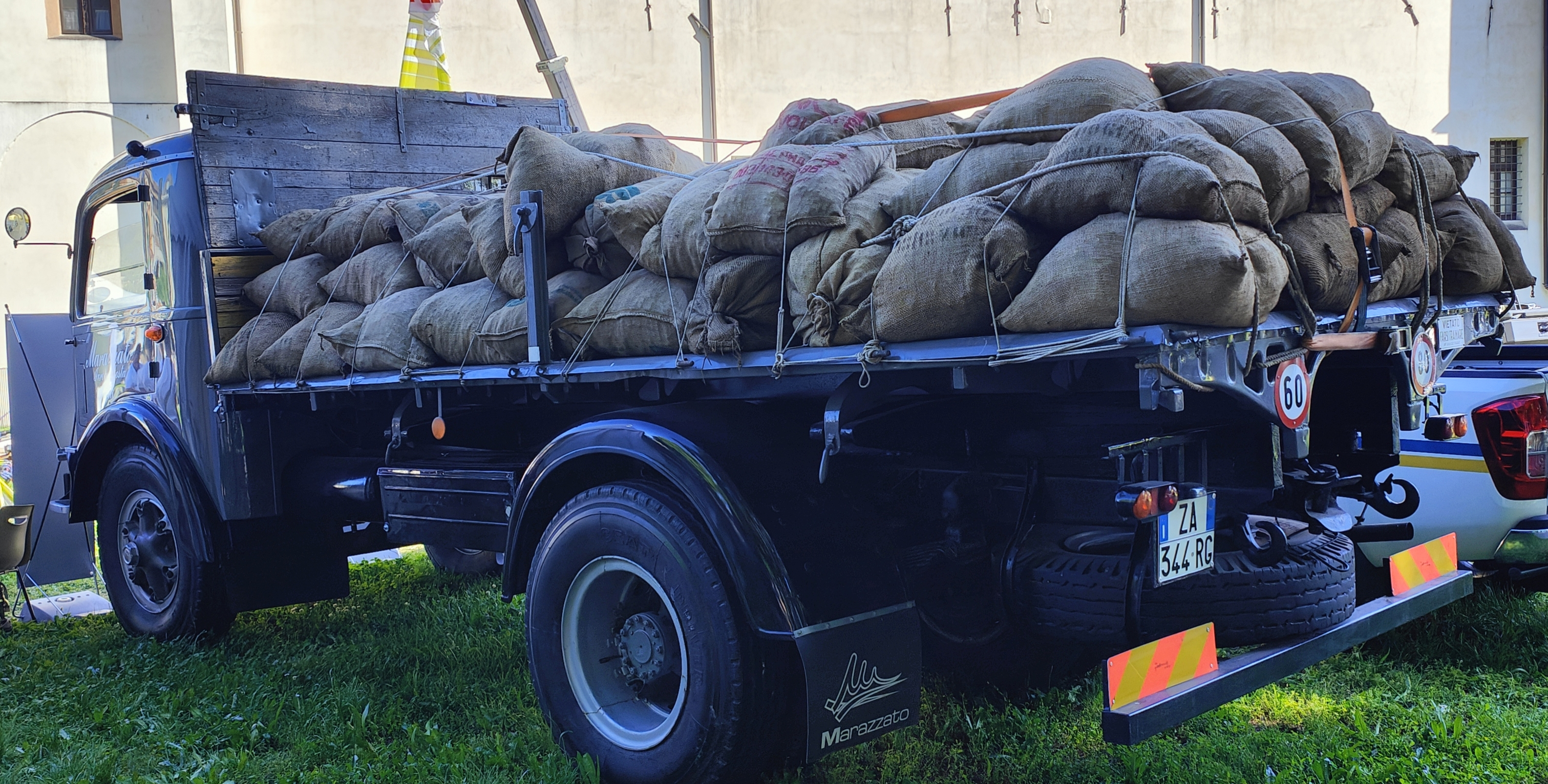
Parte posteriore del Fiat 666N 7 del 1947, collezione Marazzato, esposto a Vercelli durante la manifestazione Fattoria in città 2024. Riproduzione da set con sacchi (finti) carichi di riso di un esemplare usato per le riprese

## Promozione
La realizzazione dei manifesti del film, per l'Italia, fu affidata ai pittori cartellonisti Averardo Ciriello e Carlantonio Longi.

## Distribuzione
Riso amaro, distribuito nelle sale cinematografiche italiane il 21 settembre 1949, fu il primo film neorealista ad avere successo tra il pubblico. Fu un grande successo anche in Francia, con esattamente 3 118 642 spettatori.

## Accoglienza

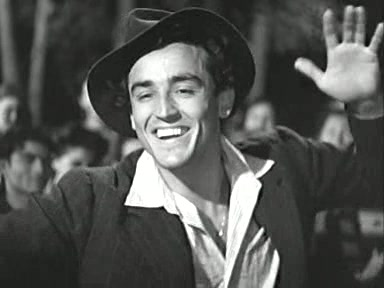
Vittorio Gassman in una scena

(Giuseppe De Santis, 1979, riportato in CineCritica, anno II nº 7, luglio-settembre 1997, p.11)

### Critica
(Fernaldo Di Giammatteo, Bianco e Nero, 12 dicembre 1949)
(Giorgio Bianchi, Candido, 2 ottobre 1949)
(Georges Sadoul, Il cinema, Sansoni, Firenze 1968)

## Doppiaggio
Ne esiste una versione doppiata in inglese dove la voce della protagonista è di Bettina Dickson. Anche nella versione italiana Silvana Mangano non recita con la sua voce, anche se ne sconosce il motivo, ma bensì con quella di Lydia Simoneschi (che aveva già doppiato la Mangano nel film Il lupo della Sila e che continuerà ancora a doppiarla in otto suoi film successivi), mentre per le scene di canto la Mangano utilizza la propria voce.

## Riconoscimenti
- 1951 - Premio Oscar
  - Candidatura per il miglior soggetto a Giuseppe De Santis, Carlo Lizzani, Gianni Puccini
- 1949 - Festival di Cannes
  - Candidatura per la Palma d'oro a Giuseppe De Santis[12][13]